# San Marino Open 2021
Il San Marino Open 2021 è stato un torneo professionistico maschile di tennis giocato sulla terra rossa. Era la 28ª edizione del torneo, facente parte della categoria Challenger 90 nell'ambito dell'ATP Challenger Tour 2021. È stato giocato al Centro tennis Fonte dell'Ovo della Città di San Marino, a San Marino, dal 9 al 15 agosto 2021.

## Partecipanti

### Teste di serie
| Nazionalità | Giocatore               | Ranking* | Testa di serie |
| ----------- | ----------------------- | -------- | -------------- |
| Italia      | Marco Cecchinato        | 84       | 1              |
| Francia     | Gilles Simon            | 102      | 2              |
| Italia      | Salvatore Caruso        | 111      | 3              |
| Bolivia     | Hugo Dellien            | 139      | 4              |
| Italia      | Federico Gaio           | 147      | 5              |
| Argentina   | Tomás Martín Etcheverry | 148      | 6              |
| Argentina   | Sebastián Báez          | 156      | 7              |
| Slovenia    | Blaž Rola               | 173      | 8              |

* Ranking al 2 agosto 2021.

### Altri partecipanti
I seguenti giocatori hanno ricevuto una wild card per il tabellone principale:
- Raul Brancaccio
- Marco De Rossi
- Luca Nardi

Il seguente giocatore è entrato in tabellone con il protected ranking:
- Julien Cagnina

Il seguente giocatore è entrato in tabellone come alternate:
- Malek Jaziri

I seguenti giocatori sono passati dalle qualificazioni:
- Francesco Forti
- Orlando Luz
- Manuel Mazza
- Julian Ocleppo

Il seguente giocatore è entrato nel tabellone principale come lucky loser:
- Pavel Kotov

## Punti e montepremi
| Torneo    | Torneo              | V     | F     | SF    | QF    | 2T    | 1T  | Q | Q2  | Q1  |
| Singolare | Punti               | 90    | 55    | 33    | 17    | 8     | 0   | 5 | 2   | 0   |
| Singolare | Premi in denaro (€) | 9 200 | 5 400 | 3 250 | 1 850 | 1 100 | 660 | – | 330 | 165 |
| Doppio    | Punti               | 90    | 55    | 33    | 17    | –     | 0   | – | –   | –   |
| Doppio    | Premi in denaro (€) | 3 950 | 2 350 | 1 380 | 850   | –     | 460 | – | –   | –   |

## Campioni

### Singolare
Holger Rune ha sconfitto in finale  Orlando Luz con il punteggio di 1–6, 6–2, 6–3.

### Doppio
Zdeněk Kolář /  Luis David Martínez hanno sconfitto in finale  Rafael Matos /  João Menezes con il punteggio di 1–6, 6–3, [10–3].